# Zofia Borucka
Zofia Borucka   (Londres, 24 de febrer de 1972) és una actriu i exmodel francobritànica d'ascendència polonesa que viu als Estats Units d'Amèrica.

## Carrera
Quan tenia disset anys, va anar-se'n als Estats Units i va començar a estudiar a la Universitat de Nova York. Hi va fer de monitora de ioga. Va treballar molts anys per a Ralph Lauren i més endavant va passar a ser la imatge pública de la marca de luxe Alexandre de Paris Accessoires. A banda, ha fet petites incursions en el món del cinema.

## Vida personal
El 2004, durant el rodatge de The Pink Panther a Nova York, va conèixer l'actor francès Jean Reno, amb qui es casaria dos anys més tard als Baus. A la cerimònia va haver-hi 300 convidats, d'entre els quals personalitats del món del cinema i d'altres camps conegudes de la parella, com ara Muriel Robin, Luc Besson, Nicolas Sarkozy, Johnny Hallyday, Ron Howard i Jean-Claude Gaudin.
Des del 2007, viuen junts a Nova York.
Hi té dos fills, anomenats Cielo i Dean. En Cielo va néixer el 2009 i en Dean, el 2011.
Un dels seus amics més íntims és Jay-Z, a qui va conèixer en mudar-se als Estats Units.

## Filmografia

### Cinema
- Lisa Picard Is Famous (2000)
- K-Pax (2001)
- Just a Kiss (2002)
- Death of a Dynasty (2003)
- Flyboys: Herois de l'aire (2006)
- The Pink Panther 2 (2009)

### Televisió
- Episodi «The Post-it Always Sticks Twice» de Sex and the City (2003)